# Aegista inexpectata
Aegista inexpectata é uma espécie de gastrópode  da família Bradybaenidae.
É endémica do Japão.